# Columnea fernandezii
Columnea fernandezii là một loài thực vật có hoa trong họ Tai voi. Loài này được M.Amaya mô tả khoa học đầu tiên năm 2002.